# Anna Wintour

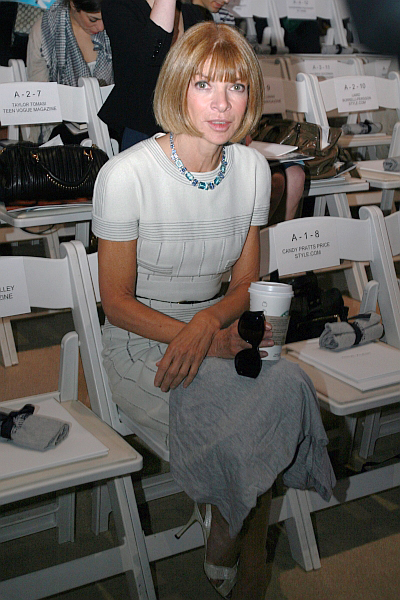
Anna Wintour 2007 szeptemberében

Anna Wintour (London, 1949. november 3. –) 1988-tól az amerikai Vogue magazin szerkesztője, ezáltal a legbefolyásosabb nő a divatiparban. Karrierje 1970-ben a Harper’s Bazaarnál kezdődött. 1986-ban ő lett a brit Vogue szerkesztője, 1988-tól az amerikai Vogue főszerkesztője. Munkabírása és kritikus véleménye hírhedt. Újító szellemiségének köszönhetően sok tehetséges tervezőt, fotóst és modellt fedezett fel, a divatot pedig a mindennapok részévé tette.

## Gyermekkora
Anna Wintour Charles Vere Wintour lánya, aki az egykori Evening Standard szerkesztője volt. A szülők házassága 1940-1979. között tartott. A házasságban négy testvére született. Anna legidősebb bátyja, Gerald Jackson Wintour már gyermekkorában meghalt.
Viszonylag nyugalmas gyerekkora után Anna meglehetősen lázadozó tinédzserré cseperedett: háborgott az iskolai egyenruha ellen, majd 14 évesen bubit vágatott magának, ami a mai napig az egyik legfontosabb védjegye, a fekete napszemüveg mellett.

## Karrier
Wintour egy észak-londoni iskolában tanult, majd 16 évesen ott hagyta azt. Úgy döntött, hogy nem megy egyetemre, de gyakornoknak állt Harrods Londonban.
A divat újságíró karrierje 1970-ben kezdődött, amikor a Harper’s Bazaar és a Queen egyesült és létrejött Harpers & Queen. A magazinnál cikkeket írt és asszisztensként dolgozott. Itt mutatták be műveit Renoir és Monet a go-go csizmát. Rövid idő után a Savvy magazinnál kapott állást Wintour. 1975-ben New Yorkba költözött és a híres Harper's Bazaar divatszerkesztője lett. Számos újítást vezetett be, új fotósokkal dolgozott, miután végre lehetősége nyílt teljesen egyedül megálmodni egyes divatanyagokat. Rendkívül igényes és színvonalas munkát végzett, de munkatársai már ekkor meglehetősen szigorú kis főnöknek, kollégának tartották. Szerelmi élete virágzott, egyik kapcsolat követte a másikat. A legérdekesebb kitérője Bob Marley-val való pár hetes románca volt.
1983-ban leszerződtette a Condé Nast lapkiadó és végre megkapta a nagy lehetőséget: kinevezték a vegetáló brit Vogue szerkesztőjévé. Fizetését a duplájára emelték, ő pedig elfoglalta a vágyott posztot. Még ebben az évben megismerkedett és összeházasodott férjével, David Shaffer gyermekpszichológussal. Munkabírása alapján ekkor kapta az Atom Anna becenevet.
1988-ban felajánlották neki az amerikai Vogue főszerkesztői posztját, ami egyet jelentett azzal, hogy valaki a divat teljhatalmú úrnőjévé válik. Természetesen azonnal elfogadta a címet és elfoglalta trónját.
Munkáját az amerikai Vogue-nál hatalmas lendülettel kezdte meg és megújította az álmos magazint. Lecserélte az addigi megszokott öreges címlap stílusát. Merész volt és vállalkozó szellemű. Ismeretlen modelleket választott, keverte a luxusruhákat az olcsóbb darabokkal, a fotózást pedig kinti helyszínre tette. Ekkor történt meg először, hogy egy Vogue modell farmert viselt a címlapon. Anna irányítása alatt piacvezetővé vált a Vogue, csak az Elle, a Harper's Bazaar és a Vanity Fair tudtak labdába rúgni mellette. Mai napig hihetetlen munkatempót kíván meg kollégáitól, akik sokszor nem szívesen hallják Anna jéghideg kritikáját - ebből pedig bőven kijut mindenkinek. Ha ő lehúz valakit, az többet már nem verekszi vissza magát sehová. Igaz ez divattervezőre, divatirányzatra, mindenre. Wintour maga a divat, egy női testbe bújtatva. Ő mondja meg még azt is, mire gondoljunk. Csak olyan ügyesen csinálja, hogy észre sem vesszük.
Anna Wintour gyakran úgy írják le, mint a legbefolyásosabb nőt a divatiparban, aki meghatározza az új trendeket és segíti az új tervezőket. The Guardian szerint ő „New York City nem hivatalos polgármesternéje”. Ebben nagy szerepe van a sikeres tervezőknek is akiket ő emelt fel, mint John Galliano (Christian Dior), vagy Michael Kors.
A The New York Times szerint Anna egy igazi jégkirálynő, más lapok UFO-nak nevezik, míg munkatársai csak tűsarkas Sztálinnak.

## Magánélet
1984-ben feleségül ment a gyermekpszichológus David Shafferhez. Két gyermekük született: 1985-ben fia, Charles, majd 1987-ben lánya, Katherine. Házassága azonban 1999-re teljesen tönkrement és elvált.
Wintour a New York-i Metropolitan Művészeti Múzeum kurátora. Az ismeretlen tervezők támogatására létrehozta a CFDA / Vogue Alapot.

## Életrajz
Minden év szeptemberében jelenik meg a legfontosabb Vogue szám, ebben található az összes új trend, a következő szezonra szóló irányvonal. A valaha készült legvastagabb: 800 oldalas és 3 kilós Vogue példányának az elkészültéről, a háttérmunkájáról és meghitt pillanatairól szól a The September Issue című dokumentumfilm.
Az ördög Pradát visel (The Devil Wears Prada) 2006-ban bemutatott vígjáték, mely Lauren Weisberger 2003-ban kiadott azonos című regényének filmadaptációja. A film ihletője vélhetően Anna Wintour, akiről a vélekedések szerint az eredeti regény írója Streep karakterét mintázta.

## Fordítás
- Ez a szócikk részben vagy egészben az Anna Wintour című német Wikipédia-szócikk fordításán alapul.  Az eredeti cikk szerkesztőit annak laptörténete sorolja fel. Ez a jelzés csupán a megfogalmazás eredetét és a szerzői jogokat jelzi, nem szolgál a cikkben szereplő információk forrásmegjelöléseként.